# 鉄原郡 (大韓民国)

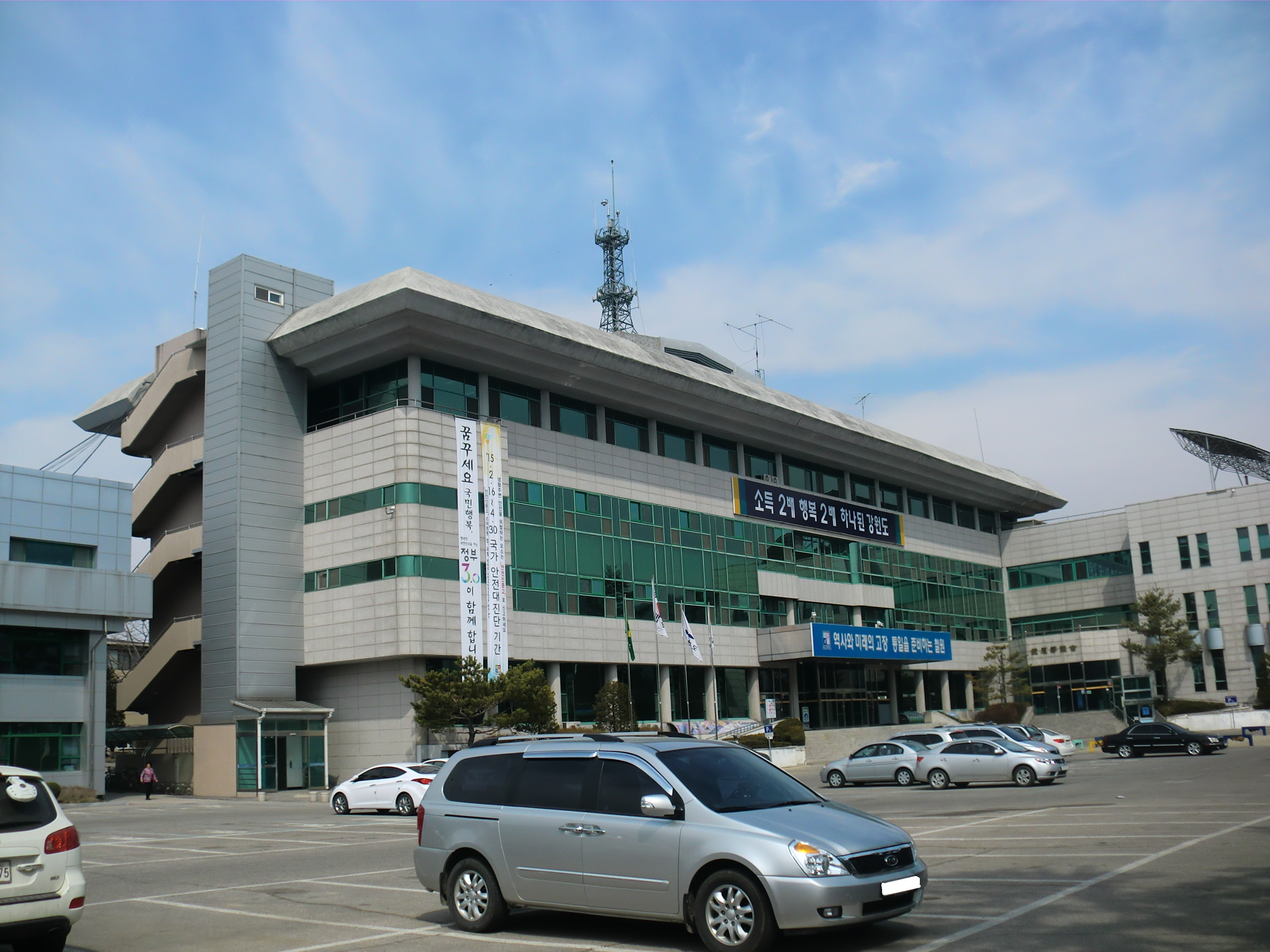
鉄原郡庁

鉄原郡（チョルォンぐん、てつげんぐん）は、朝鮮半島中部、大韓民国江原特別自治道にある郡である。軍事境界線を挟んで、北朝鮮にも同名の行政区域がある。

## 歴史
朝鮮戦争により旧鉄原邑が壊滅したあと、葛末面（現在の葛末邑）に中心市街が再建され、新鉄原と呼ばれている。旧市街は民間人出入統制区域の内側となったため再建されず、戦前の近代建築の廃墟や、ソ連管理下で住民を動員して完成させた労働党庁舎の廃墟などが点在しており、安保観光の目的地になっている。
現郡域の西側半分が旧鉄原郡で、東側は旧金化郡の南部にあたる。郡域が東西に伸びたため、軍事境界線の全長の約28％が郡を通過することとなった。
- 1953年7月27日 - 朝鮮戦争の休戦に伴い、鉄原邑・葛末面・東松面・新西面の全域と於雲面・畝長面の大部分・寅目面・北面・乃文面のそれぞれ一部を韓国が収復。
- 1954年10月21日 - 収復地区臨時行政措置法により、鉄原郡に対する施政権が回復。下記の1邑3面で再出発。
  - 鉄原邑（畝長面を編入）・葛末面・東松面（於雲面を編入）・新西面（寅目面の収復地区を編入）
  - その他、非武装地帯内の民間人非居住地区として北面の楡井里・洪元里および乃文面篤倹里を設置。
- 1963年1月1日 - 行政区画の見直しを実施（2邑9面）。
  - 金化郡の韓国政府統治区域（金化邑・西面・近北面・近東面・近南面・遠東面・遠南面・任南面）を編入。
  - 新西面（寅目面の収復地区を含む）が京畿道漣川郡に移管。
- 1972年12月28日 - 軍事境界線と接する部分において区画の見直しを実施（2邑9面）。
  - 北面の楡井里・洪元里（旧月井里駅付近）と乃文面篤倹里が鉄原邑に編入。
  - 平康郡南面亭淵里（旧亭淵駅）が葛末面に編入。
- 1973年7月1日 - 西面の一部が金化邑に編入（2邑9面）。
- 1979年5月1日 - 葛末面が葛末邑に昇格（3邑8面）。
- 1980年12月1日 - 東松面が東松邑に昇格（4邑7面）。

## 行政

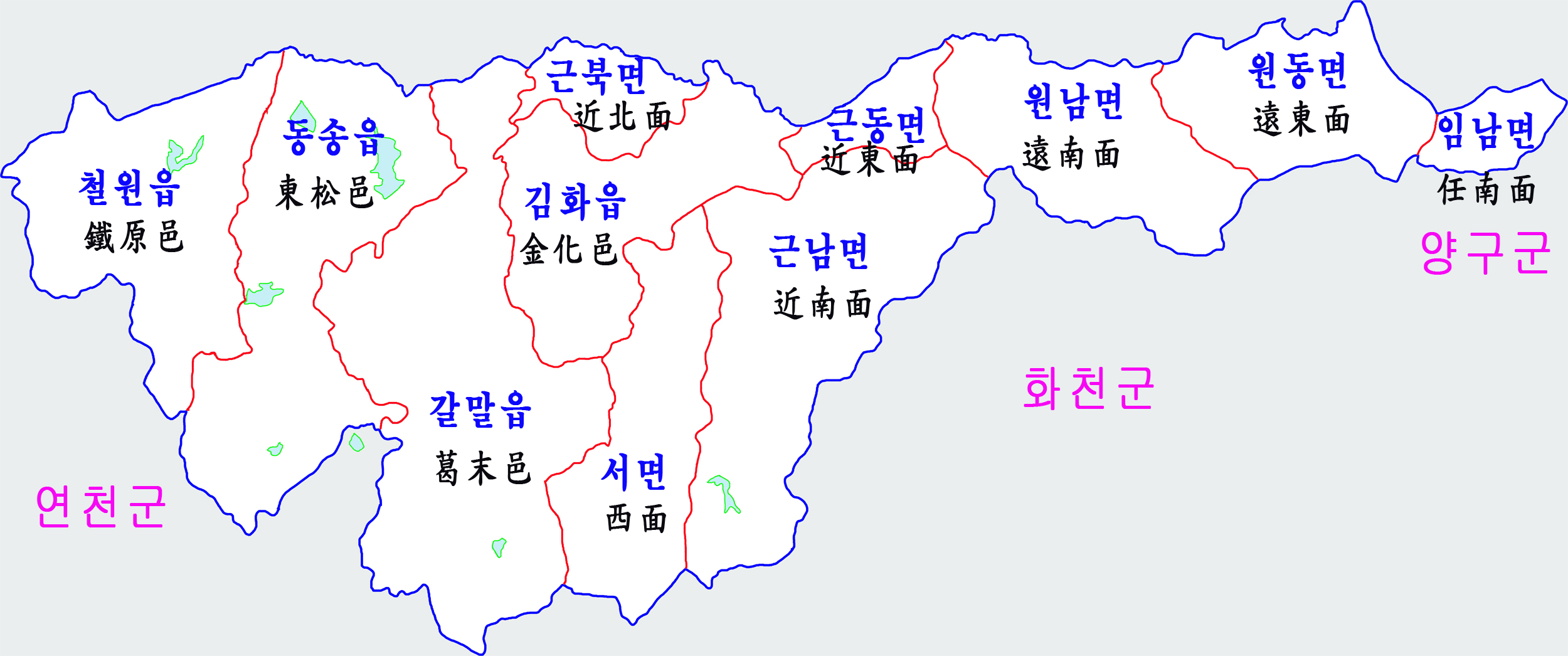
行政区域図

4邑7面からなる。郡庁は葛末邑新鉄原里にある。郡守は李賢鍾（이현종）
| 邑・面 | 法定里 | 備考         |
| ------ | --- | ------------ |
| 鉄原邑 | 官田里、中里、月下里、花地里、栗梨里、四要里、外村里、内浦里、洪元里、楡井里、山明里、加丹里、中細里、大馬里、篤検里 |              |
| 金化邑 | 鶴沙里、邑内里、生昌里、岩井里、雲長里、龍楊里、甘鳳里、清陽里、道昌里                                               |              |
| 葛末邑 | 新鉄原里、芝浦里、江浦里、軍炭里、文恵里、内垈里、地境里、土城里、上糸里、東幕里、亭淵里                             |              |
| 東松邑 | 二坪里、五徳里、長興里、梧地里、上路里、大位里、観雨里、陽地里、二吉里、下葛里、中江里、江山里                       |              |
| 西面   | 自等里、瓦水里 |              |
| 近北面 | 楡谷里、金谷里、柏徳里、栗木里                                                                                       |              |
| 近東面 | 光三里、芳通里 | 民間人非居住 |
| 近南面 | 馬峴里、沙谷里、陽地里、六丹里、蚕谷里、豊岩里                                                                       |              |
| 遠東面 | 登大里、松室里、龍淵里、細峴里                                                                                       | 民間人非居住 |
| 遠南面 | 開野里、慶祥里、竹垈里、白楊里、南屯里、月峰里、楓洞里、住波里、九龍里、芦洞里、榛峴里                               | 民間人非居住 |
| 任南面 | 達田里、科湖里、佐佩里、水洞里                                                                                       | 民間人非居住 |

- 打ち消し線が表示されたところは未収復地域を意味する。

## 気候
| 鉄原郡の気候                                                | 鉄原郡の気候  | 鉄原郡の気候  | 鉄原郡の気候 | 鉄原郡の気候 | 鉄原郡の気候  | 鉄原郡の気候  | 鉄原郡の気候   | 鉄原郡の気候   | 鉄原郡の気候  | 鉄原郡の気候 | 鉄原郡の気候 | 鉄原郡の気候 | 鉄原郡の気候     |
| 月                                                          | 1月           | 2月           | 3月          | 4月          | 5月           | 6月           | 7月            | 8月            | 9月           | 10月         | 11月         | 12月         | 年               |
| ----------------------------------------------------------- | ------------- | ------------- | ------------ | ------------ | ------------- | ------------- | -------------- | -------------- | ------------- | ------------ | ------------ | ------------ | ---------------- |
| 最高気温記録 °C （°F）                                      | 13.1 (55.6)   | 17.5 (63.5)   | 22.4 (72.3)  | 29.8 (85.6)  | 32.5 (90.5)   | 34.0 (93.2)   | 36.0 (96.8)    | 38.4 (101.1)   | 33.7 (92.7)   | 29.0 (84.2)  | 24.0 (75.2)  | 14.5 (58.1)  | 38.4 (101.1)     |
| 平均最高気温 °C （°F）                                      | 0.7 (33.3)    | 4.1 (39.4)    | 10.2 (50.4)  | 17.5 (63.5)  | 22.9 (73.2)   | 26.7 (80.1)   | 28.1 (82.6)    | 28.9 (84)      | 25.0 (77)     | 19.1 (66.4)  | 10.5 (50.9)  | 2.7 (36.9)   | 16.4 (61.5)      |
| 日平均気温 °C （°F）                                        | −5.7 (21.7)   | −2.3 (27.9)   | 3.7 (38.7)   | 10.5 (50.9)  | 16.6 (61.9)   | 21.1 (70)     | 23.8 (74.8)    | 24.0 (75.2)    | 18.9 (66)     | 11.8 (53.2)  | 4.3 (39.7)   | −3.2 (26.2)  | 10.3 (50.5)      |
| 平均最低気温 °C （°F）                                      | −11.8 (10.8)  | −8.6 (16.5)   | −2.6 (27.3)  | 3.4 (38.1)   | 10.4 (50.7)   | 16.1 (61)     | 20.2 (68.4)    | 20.1 (68.2)    | 13.6 (56.5)   | 5.5 (41.9)   | −1.2 (29.8)  | −8.6 (16.5)  | 4.7 (40.5)       |
| 最低気温記録 °C （°F）                                      | −29.2 (−20.6) | −24.6 (−12.3) | −13.4 (7.9)  | −8.2 (17.2)  | 0.9 (33.6)    | 6.1 (43)      | 11.3 (52.3)    | 8.8 (47.8)     | 3.5 (38.3)    | −6.3 (20.7)  | −13.8 (7.2)  | −22.2 (−8)   | −29.2 (−20.6)    |
| 降水量 mm （inch）                                          | 18.2 (0.717)  | 26.3 (1.035)  | 30.8 (1.213) | 69.0 (2.717) | 102.4 (4.031) | 119.0 (4.685) | 400.0 (15.748) | 347.4 (13.677) | 121.2 (4.772) | 49.9 (1.965) | 48.1 (1.894) | 22.1 (0.87)  | 1,354.4 (53.323) |
| 平均降水日数 （≥0.1 mm）                                    | 6.3           | 6.0           | 7.3          | 8.1          | 9.1           | 10.9          | 16.6           | 14.3           | 8.4           | 6.6          | 8.1          | 7.5          | 109.2            |
| % 湿度                                                      | 67.1          | 63.1          | 60.5         | 58.3         | 64.4          | 71.4          | 81.3           | 81.4           | 76.9          | 72.9         | 71.6         | 70.0         | 69.9             |
| 平均月間日照時間                                            | 173.3         | 176.0         | 196.5        | 203.7        | 224.5         | 198.7         | 141.9          | 170.0          | 187.0         | 200.6        | 152.3        | 159.0        | 2,183.5          |
| 出典：韓国気象庁 (平均値：1991年-2020年、極値：1988年-現在) |               |               |              |              |               |               |                |                |               |              |              |              |                  |

## 産業
農業地帯で、鉄原五台米とよばれるブランド米の生産で知られる。
郡庁公式サイトによれば、人口は1995年に約65,000人とピークを迎えたが、離農によって減少している。

## 観光
戦跡をめぐり国防意識を高める「安保観光」が行われている。
- 鉄の三角展望台
- 月井里駅
- 旧労働党庁舎
- 南侵第二トンネル
- 孤石亭
- セムトン渡り鳥飛来地
- 三釜淵瀑布
- 承日橋（昇日橋）

## 交通

### 鉄道
- 京元線
  - 白馬高地駅
    - 白馬高地駅は京元線の韓国側の終着駅である。